# Río Kävlinge
El río Kävlinge o Lödde corre en el centro de Suecia y es uno de los tres ríos más extensos de Escania (los otros dos son el río Helge y el Rönneå). Su longitud es de aproximadamente 50 km, aunque se extiende a 90 km si se incluyen sus afluentes, y la cuenca posee aproximadamente 1203,8 km².

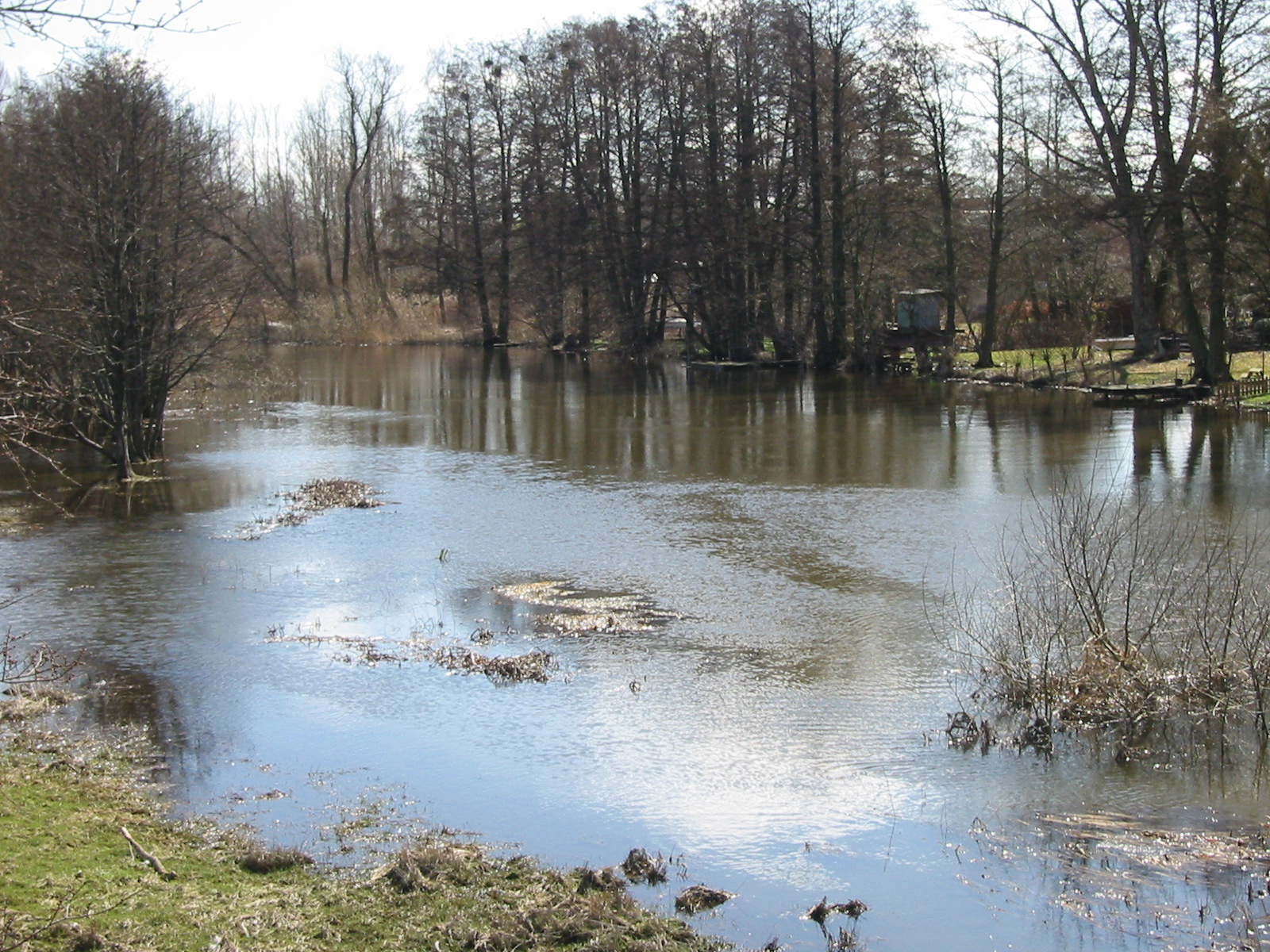
El río Kävlinge cerca de Gårdstånga

El Kävlinge nace en Vombsjön y discurre en dirección oeste en forma bastante lineal, a través de Vombsänkan, con un ligero desvío hacia el norte; pero al pasar justo al sur de Löddeköpinge toma una clara dirección sudoeste, pasándose a llamar Lödde. Circula por el norte de Bjärred y desemboca en la bahía de Lommabukten en el estuario Löddeåns, en Oresund.
Tiene por afluentes al río Klingaväls, por su vertiente izquierda, y al río Brå, por la derecha. Desde el este de Vombsjön y el norte del municipio Sjöbo, su principal afluente es el río Björka, también llamado Tolånga o Vollsjö.
El río fue determinante en el desarrollo de la Batalla de Lund (1676).

## Fauna ictícola
En la cuenca del río Kävlinge habitan las siguientes 28 especies de peces:
| - Abramis bjoerkna - Abramis brama - Alburnus alburnus - Anguilla anguilla - Barbatula barbatula - Carassius carassius - Cottus gobio - Cyprinus carpio - Esox lucius - Gasterosteus aculeatus | - Gobio gobio - Gymnocephalus cernuus - Lampetra planeri - Leucaspius delineatus - Leuciscus idus - Lota lota - Oncorhynchus mykiss - Osmerus eperlanus - Perca fluviatilis | - Phoxinus phoxinus - Platichthys flesus - Pungitius pungitius - Rutilus rutilus - Salmo salar - Salmo trutta - Sander lucioperca - Scardinius erythrophthalmus - Tinca tinca |